# Эналлага
Эна́ллага, эналла́га, (от греч. ἐναλλαγή — поворот, перемещение, перестановка) — фигура речи.
Обычно понимается как разновидность гипаллаги и представляет собой смещение эпитета, его перенос с управляемого слова на управляющее (реже наоборот): «белый запах нарциссов» вместо «запах белых нарциссов». Эналлага расширяет возможности метонимического переноса, придаёт изображению многомерность.
В более широком смысле эналлага — нарушение формально-грамматических согласований при смысловом соотнесении словоформ. Её можно рассматривать как вид солецизма, неправильного употребления грамматических категорий («о погулять не может быть и речи» вместо «о прогулке»). В соответствии с грамматической категорией выделяют эналлагу лица, числа, рода, наклонения и т. п. Употребляемая в художественных целях, эналлага может служить усилению экспрессивности или колоритности речи.